# Journal of Raptor Research
Journal of Raptor Research est une publication arbitrée de la société Raptor Research Foundation. La revue publie des articles sur tous les aspects de la biologie des rapaces diurnes et nocturnes.
Journal of Raptor Research fait suite à Raptor Research News, publié de 1967 à 1971 et à Raptor Research  (ISSN 0099-9059), publié de 1972 à 1986.